# Wilhelmsdorf (Bade-Wurtemberg)
Pour les articles homonymes, voir Wilhelmsdorf.
Wilhelmsdorf est une commune de Bade-Wurtemberg (Allemagne), située dans l'arrondissement de Ravensbourg, dans la région Bodensee-Oberschwaben, dans le district de Tübingen.

## Jumelages
- Hańsk (Pologne) depuis 2004
- Urszulin (Pologne) depuis 2004